# Pseudexechia inthanonensis
Pseudexechia inthanonensis är en tvåvingeart som beskrevs av Kjaerandsen 1994. Pseudexechia inthanonensis ingår i släktet Pseudexechia och familjen svampmyggor.
Artens utbredningsområde är Thailand. Inga underarter finns listade i Catalogue of Life.